# لیگ قهرمانان زنان آسیا ۲۵–۲۰۲۴
لیگ قهرمانان زنان آسیا ۲۵–۲۰۲۴ نخستین دورهٔ لیگ قهرمانان زنان آسیا بعد از چهار دوره جام باشگاه‌های زنان آسیا می‌باشد که توسط کنفدراسیون فوتبال آسیا برگزار می شود.

## سهمیه کشورها
| ۱     | ۷     | ژاپن                   | ۱۹۷۵.۹۷                | ۱  | ۰  |
| ۲     | ۱۰    | کرهٔ شمالی              | ۱۹۴۳.۶۶                | ۱  | ۰  |
| ۳     | ۱۲    | استرالیا               | ۱۸۸۹.۹۹                | ۱  | ۰  |
| ۴     | ۱۹    | چین                    | ۱۸۰۴.۳۷                | ۱  | ۰  |
| ۵     | ۲۰    | کرهٔ جنوبی              | ۱۷۹۴.۲۹                | ۱  | ۰  |
| ۶     | ۳۷    | ویتنام                 | ۱۶۱۱.۳                 | ۱  | ۰  |
| ۷     | ۳۹    | فیلیپین                | ۱۵۵۷.۵۸                | ۱  | ۰  |
| ۸     | ۴۱    | تایوان                 | ۱۵۴۵.۴۶                | ۱  | ۰  |
| ۹     | ۴۶    | تایلند                 | ۱۵۲۰.۶۲                | ۰  | ۱  |
| ۱۰    | ۴۷    | ازبکستان               | ۱۵۱۶.۹۵                | ۰  | ۱  |
| ۱۱    | ۵۴    | برمه                   | ۱۴۸۱.۴۴                | ۰  | ۱  |
| ۱۲    | ۶۳    | ایران                  | ۱۳۹۸                   | ۰  | ۱  |
| ۱۳    | ۶۷    | هند                    | ۱۳۸۹.۰۲                | ۰  | ۱  |
| ۱۴    | ۷۴    | اردن                   | ۱۳۳۱.۱۷                | ۰  | ۱  |
| ۱۵    | ۷۹    | هنگ کنگ                | ۱۲۷۵.۲۷                | ۰  | ۱  |
| ۱۷    | ۹۳    | لائوس                  | ۱۲۱۷.۳۴                | ۰  | ۱  |
| ۱۸    | ۹۶    | مالزی                  | ۱۲۱۳.۲۱                | ۰  | ۱  |
| ۱۹    | ۹۸    | نپال                   | ۱۲۰۸.۴۲                | ۰  | ۱  |
| ۲۲    | ۱۱۴   | امارات متحدهٔ عربی      | ۱۱۵۸.۲۶                | ۰  | ۱  |
| ۲۸    | ۱۳۸   | سنگاپور                | ۱۰۷۷.۳۴                | ۰  | ۱  |
| ۳۸    | ۱۷۳   | بوتان                  | ۸۵۳.۴۸                 | ۰  | ۱  |
| ۴۰    | ۱۷۵   | عربستان سعودی          | ۸۴۸.۵۷                 | ۰  | ۱  |
| مجموع | مجموع | تیم های شرکت کننده: ۲۲ | تیم های شرکت کننده: ۲۲ | ۸  | ۱۴ |
| مجموع | مجموع | تیم های شرکت کننده: ۲۲ | تیم های شرکت کننده: ۲۲ | ۲۲ |    |

## ساختار
• مرحله مقدماتی شامل چهار گروه (۲ گروه ۳ تیمی و ۲ گروه ۴ تیمی) است.
• رقابت اصلی شامل ۱۲ تیم در ۳ گروه ۴ تیمی است.
•  تیمی که بالاترین جایگاه رده بندی را داشته میزبان مرحله یک چهارم نهایی خواهد بود.
• مراحل نیمه نهایی و نهایی براساس صلاحیت تیم ها انتخاب می شود.

## برنامه مسابقات
| مرحله   | دور            | زمان قرعه کشی | زمان برگزاری      |
| ------- | -------------- | ------------- | ----------------- |
| مقدماتی | روز مسابقه ۱   | ۱۸ جولای ۲۰۲۴ | ۲۵_ ۳۱ آگوست ۲۰۲۴ |
| مقدماتی | روز مسابقه ۲   | ۱۸ جولای ۲۰۲۴ | ۲۵_ ۳۱ آگوست ۲۰۲۴ |
| مقدماتی | روز مسابقه ۳   | ۱۸ جولای ۲۰۲۴ | ۲۵_ ۳۱ آگوست ۲۰۲۴ |
| گروهی   | روز مسابقه ۱   | ۱۸ جولای ۲۰۲۴ | ۶_ ۱۲ اکتبر ۲۰۲۴  |
| گروهی   | روز مسابقه ۲   | ۱۸ جولای ۲۰۲۴ | ۶_ ۱۲ اکتبر ۲۰۲۴  |
| گروهی   | روز مسابقه ۱   | ۱۸ جولای ۲۰۲۴ | ۶_ ۱۲ اکتبر ۲۰۲۴  |
| حذفی    | یک چهارم نهایی | نامشخص        | ۲۲_ ۲۳ مارس ۲۰۲۵  |
| حذفی    | نیمه نهایی     | نامشخص        | ۲۱_ ۲۴ مه ۲۰۲۵    |
| حذفی    | نهایی          | نامشخص        | ۲۱_ ۲۴ مه ۲۰۲۵    |

## تیم ها
تیم هایی که حضورشان در مراحل مسابقات قطعی شده در زیر آمده است:
| مرحله         | تیم                    | شیوه راه یابی                                  | منبع   |
| ------------- | ---------------------- | ---------------------------------------------- | ------ |
| مرحله گروهی   | اوراوا رد دایموندز     | 2023–24 WE League قهرمان                       | [ ۲ ]  |
| مرحله گروهی   | ملبورن سیتی            | 2023–24 A-League Women قهرمان                  | [ ۳ ]  |
| مرحله گروهی   | دانشگاه ووهان جیانگان  | 2023 Chinese Women's Super League قهرمان       | [ ۴ ]  |
| مرحله گروهی   | هیوندای استیل رد انجلز | 2023 WK League قهرمان                          | [ ۵ ]  |
| مرحله گروهی   | شهر هوچی مین           | 2023 Vietnamese Women's National League قهرمان | [ ۶ ]  |
| مرحله گروهی   | کایا                   | 2023 PFF Women's League قهرمان                 | [ ۵ ]  |
| مرحله گروهی   | تایچانگ بلو وال        | 2023 Taiwan Mulan Football League قهرمان       | [ ۷ ]  |
| مرحله گروهی   | کالج محققین آسیایی     | 2024 Thai Women's League 1 قهرمان              | [ ۵ ]  |
| مرحله مقدماتی | نسف قارشی              | 2024 Uzbekistan Women's League قهرمان          | [ ۵ ]  |
| مرحله مقدماتی | ماوادی                 | 2023 Myanmar Women's League قهرمان             | [ ۵ ]  |
| مرحله مقدماتی | خاتون                  | قهرمان لیگ برتر فوتبال زنان ایران ۱۴۰۳–۱۴۰۲    | [ ۸ ]  |
| مرحله مقدماتی | اودیشا                 | 2023–24 Indian Women's League قهرمان           | [ ۹ ]  |
| مرحله مقدماتی | اتحاد                  | 2023 Jordan Women's Pro League قهرمان          | [ ۱۰ ] |
| مرحله مقدماتی | کیتچی                  | 2023-24 Hong Kong Women League قهرمان          | [ ۵ ]  |
| مرحله مقدماتی | یانگ الفنت             | Lao Women League قهرمان                        | [ ۵ ]  |
| مرحله مقدماتی | صباح                   | 2023 National Women's League قهرمان            | [ ۱۱ ] |
| مرحله مقدماتی | ای پی اف               | 2023 National Women's League قهرمان            | [ ۵ ]  |
| مرحله مقدماتی | شهر ابوظبی             | 2023–24 UAE Women's Football League قهرمان     | [ ۱۲ ] |
| مرحله مقدماتی | لیون سیتی              | 2023 Women's Premier League قهرمان             | [ ۵ ]  |
| مرحله مقدماتی | آر تی سی               | 2023-24 Women's National League قهرمان         | [ ۵ ]  |
| مرحله مقدماتی | النصر                  | 2023–24 Saudi Women's Premier League قهرمان    | [ ۱۳ ] |

## مرحله مقدماتی

### گروه A
| تیم        | بازی | برد | مساوی | باخت | زده | خورده | تفاضل | امتیاز |
| ---------- | ---- | --- | ----- | ---- | --- | ----- | ----- | ------ |
| شهر ابوظبی | ۳    | ۳   | ۰     | ۰    | ۴   | ۱     | ۲+    | ۹      |
| النصر      | ۳    | ۲   | ۰     | ۱    | ۶   | ۱     | ۵+    | ۶      |
| یانگ الفنت | ۳    | ۱   | ۰     | ۲    | ۴   | ۵     | ۱-    | ۳      |
| ماوادی     | ۳    | ۰   | ۰     | ۳    | ۰   | ۷     | ۷-    | ۰      |

### گروه B
| تیم       | بازی | برد | مساوی | باخت | زده | خورده | تفاضل | امتیاز |
| --------- | ---- | --- | ----- | ---- | --- | ----- | ----- | ------ |
| اودیشا    | ۲    | ۲   | ۰     | ۰    | ۶   | ۲     | ۴+    | ۶      |
| اتحاد     | ۲    | ۱   | ۰     | ۱    | ۶   | ۲     | ۴+    | ۳      |
| لیون سیتی | ۲    | ۰   | ۰     | ۲    | ۱   | ۹     | ۸-    | ۰      |

### گروه C
| تیم       | بازی | برد | مساوی | باخت | زده | خورده | تفاضل | امتیاز |
| --------- | ---- | --- | ----- | ---- | --- | ----- | ----- | ------ |
| صباح      | ۲    | ۱   | ۱     | ۰    | ۲   | ۱     | ۱+    | ۴      |
| نسف قارشی | ۲    | ۱   | ۰     | ۱    | ۲   | ۲     | ۰     | ۳      |
| ای پی اف  | ۲    | ۰   | ۱     | ۱    | ۰   | ۱     | ۱-    | ۱      |

### گروه D
| تیم      | بازی | برد | مساوی | باخت | زده | خورده | تفاضل | امتیاز |
| -------- | ---- | --- | ----- | ---- | --- | ----- | ----- | ------ |
| خاتون    | ۲    | ۲   | ۰     | ۰    | ۴   | ۱     | ۳+    | ۶      |
| کیتچی    | ۲    | ۱   | ۰     | ۱    | ۱   | ۲     | ۱-    | ۳      |
| آر تی سی | ۲    | ۰   | ۰     | ۲    | ۱   | ۳     | ۲-    | ۰      |

## مرحله گروهی

### گروه A
| تیم                    | بازی | برد | مساوی | باخت | زده | خورده | تفاضل | امتیاز |
| ---------------------- | ---- | --- | ----- | ---- | --- | ----- | ----- | ------ |
| هیوندای استیل رد انجلز | ۰    | ۰   | ۰     | ۰    | ۰   | ۰     | ۰     | ۰      |
| شهر ابوظبی             | ۰    | ۰   | ۰     | ۰    | ۰   | ۰     | ۰     | ۰      |
| دانشگاه ووهان جیانگان  | ۰    | ۰   | ۰     | ۰    | ۰   | ۰     | ۰     | ۰      |
| صباح                   | ۰    | ۰   | ۰     | ۰    | ۰   | ۰     | ۰     | ۰      |

### گروه B
| تیم                | بازی | برد | مساوی | باخت | زده | خورده | تفاضل | امتیاز |
| ------------------ | ---- | --- | ----- | ---- | --- | ----- | ----- | ------ |
| ملبورن سیتی        | ۳    | ۳   | ۰     | ۰    | ۰   | ۰     | ۰     | ۹      |
| خاتون              | ۳    | ۱   | ۱     | ۱    | ۳   | ۳     | ۰     | ۴      |
| کالج محققین آسیایی | ۳    | ۰   | ۰     | ۰    | ۰   | ۰     | ۰     | ۰      |
| کایا               | ۳    | ۰   | ۰     | ۰    | ۰   | ۰     | ۰     | ۰      |

| ملبورن سیتی | 2–1 | خاتون |
| ----------- | --- | ----- |
|             |     |       |

| 1 | v | 1 |
| - | - | - |
|   |   |   |

| کالج محققین آسیایی | 1–2 | خاتون |
| ------------------ | --- | ----- |
|                    |     |       |

### گروه C
| تیم                | بازی | برد | مساوی | باخت | زده | خورده | تفاضل | امتیاز |
| ------------------ | ---- | --- | ----- | ---- | --- | ----- | ----- | ------ |
| اودیشا             | ۰    | ۰   | ۰     | ۰    | ۰   | ۰     | ۰     | ۰      |
| تایچانگ بلو وال    | ۰    | ۰   | ۰     | ۰    | ۰   | ۰     | ۰     | ۰      |
| اوراوا رد دایموندز | ۰    | ۰   | ۰     | ۰    | ۰   | ۰     | ۰     | ۰      |
| شهر هوچی مین       | ۰    | ۰   | ۰     | ۰    | ۰   | ۰     | ۰     | ۰      |